# Polly Matzinger

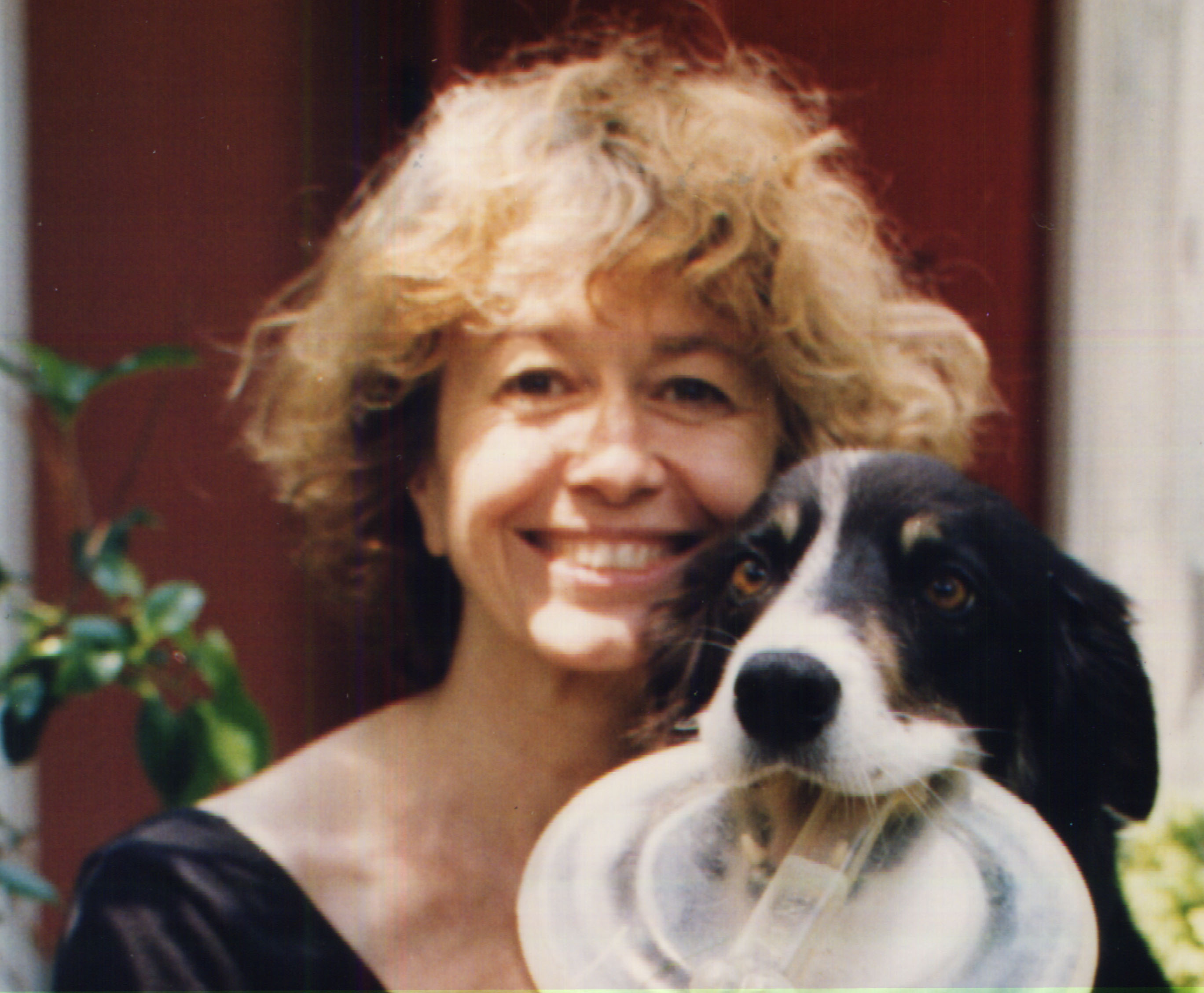
Polly Matzinger mit Border Collie Annie

Polly Celine Eveline Matzinger (* 21. Juli 1947 in La Seyne-sur-Mer) ist eine Immunologin, die für das von ihr entwickelte „Gefahrenmodell“ bekannt ist.

## Leben und Wirken
Matzinger kam in Frankreich zur Welt. Ihre Mutter Simone war eine ehemalige Nonne und arbeitete später als Töpferin. Ihr Vater Hans stammte aus den Niederlanden und war während der Zeit des Nationalsozialismus im KZ Dachau inhaftiert. Er war Maler, verdiente den Lebensunterhalt für die Familie jedoch als Zimmerer.
Die Matzingers wanderten 1954 in die USA aus, zogen zuerst von New York nach Kalifornien und wechselten  dort oft den Wohnort. Polly empfand sich in der Schule als Einzelgängerin und wurde in der High-School-Abschlussklasse zur Schülerin mit den schlechtesten Erfolgsaussichten gekürt.
Nach der High School studierte sie zunächst Musik, brach das Studium aber ab, da sie sich für nicht talentiert genug hielt. Die nächsten zehn Jahre jobbte sie als Jazzmusikerin, als Tischlerin, als Hundetrainerin für Problemhunde, sowie als Poolbillard spielendes Playboy-Bunny und als Kellnerin in einer Cocktailbar in der Nähe der University of California, Davis. In ihrer Freizeit arbeitete sie viel mit Tieren, las und komponierte.
Während ihrer Arbeit als Kellnerin lernte sie zwei Biologieprofessoren kennen, mit denen sie sich bald regelmäßig über wissenschaftliche Themen  austauschte. Einer der Biologen überredete Matzinger – laut ihrer eigenen Aussage über einen Zeitraum von neun Monaten –, sich der Wissenschaft zuzuwenden. Sie schrieb sich wieder an der Universität ein – diesmal für Biologie – und machte 1976 ihren Bachelor an der University of California, Irvine und 1979 ihren Ph.D an der University of California, San Diego.

### Ko-Autor Galadriel Mirkwood
In einer ihrer ersten wissenschaftlichen Veröffentlichungen, einer Abhandlung für das Journal of Experimental Medicine im Jahr 1978, wollte Matzinger Passiv-Konstruktionen vermeiden, aber auch nicht jeden Satz mit „Ich“ beginnen. Also führte sie ihren Hund, den Afghanischen Windhund Galadriel Mirkwood als Ko-Autor auf und schrieb den Text in der Wir-Form. Die Täuschung wurde entdeckt, worauf Matzinger 15 Jahre nicht mehr als Hauptautorin in der Zeitschrift veröffentlichen durfte.

### Zeit als Postdoc
Im Rahmen eines Postdoc-Stipendiums forschte Matzinger von 1979 bis 1983 an der University of Cambridge, gefolgt von sechs Jahren am Basel Institute for Immunology.

### Das „Ghost Lab“
1989 kehrte sie in die USA zurück, um am Labor für Zelluläre und Molekulare Immunologie, das zu den National Institutes of Health gehört, die Abteilung für Immuntoleranz und -gedächtnis zu leiten. Matzingers neuer Arbeitsplatz stand die ersten neun Monate nach ihrem Arbeitsantritt leer, da die Forscherin sich erst einmal in die Chaos-Theorie vertiefte, um die Funktionsweise des Immunsystems besser zu verstehen. Aus diesem Grund belegten Matzinger und ihre Kollegen das Labor mit dem Spitznamen „Ghost Lab“, der sich bis heute hält. Sie leitete diese Abteilung 24 Jahre, bis das „Ghost Lab“ 2013 dem Labor für Immungenetik zugeordnet wurde.

### Das „Gefahrenmodell“
Schon als Studentin hatte Matzinger sich in Bezug auf das menschliche Immunsystem gefragt, warum Schwangere ihre Föten – die zur Hälfte aus dem Genmaterial des Vaters bestehen – nicht abstoßen, oder warum der Körper keine Abwehrreaktion gegen nützliche Darmbakterien zeigt. Dieses Verhalten passte nicht zur damals gängigen, vor allem von Macfarlane Burnet in den 1940er Jahren geprägten Lehrmeinung. Sie besagte, dass der menschliche Organismus zwischen Selbst und körperfremd unterscheide und alles Fremde, z. B. Erreger, aber auch transplantierte Organe, abwehre.
Diese Theorie, das sogenannte „self/non-self model“, auf die sich die moderne Immunologie und die Transplantationsmedizin stützt, wurde ab den 1960er Jahren weiterentwickelt. So postulierte Charles Janeway 1989, dass das Immunsystem nicht pauschal auf körperfremde Stoffe reagiere, sondern zwischen „nicht-infektiösem Selbst und infektiösem Fremd“ unterscheide. Lymphozyten träten nicht automatisch gegen Körperfremdes in Aktion, sondern benötigten ein sogenanntes „zweites Signal“ als Startsignal.
Matzinger begann nach ihrer Berufung an die NIH ein neues Modell für die Funktionsweise des Immunsystems zu entwickeln. Anregungen dafür lieferten ihr u. a. die Veröffentlichungen Janeways, den sie 1977 in Cambridge kennengelernt hatte. Aber auch ihr Labornachbar, der Krebsforscher Ephraim Fuchs, teilte ihre Zweifel bezüglich des „self/non-self model“.
1994 veröffentlichte Matzinger einen Artikel in der Annual Review of Immunology, in dem sie ihre Idee für das „Gefahrenmodell“ formulierte: Demnach reagieren die antigenpräsentierenden Zellen auf Gefahrensignale, die von körpereigenen, z. B. nekrotischen oder beschädigten Zellen ausgehen. Die Immunantwort werde also nicht ausgelöst, weil eine Zelle körperfremd sei oder als Krankheitserreger identifiziert worden sei, sondern weil eine körpereigene Zelle Stress signalisiere.
Laut Matzinger ermögliche dieses Konzept, das Immunsystem nicht als Armee zu sehen, sondern als flexibel und anpassungsfähig an den sich im Laufe des Lebens verändernden Körper. Es sei nicht notwendig, sich starr und steril von der Umwelt abzugrenzen. Vielmehr könne der menschliche Körper als Lebensraum gesehen werden, der nützliche und harmlose Kleinorganismen dulde bzw. sogar willkommen heiße.
Das Gefahrenmodell wurde einerseits in der Fach- und in der allgemeinen Presse enthusiastisch aufgenommen und von Befürwortern sogar mit der Kopernikanischen Wende gleichgesetzt. Auf der anderen Seite wurde es auch kritisiert: So sei die Theorie nicht neu, sondern stark von den Erkenntnissen Janeways beeinflusst. Sie beruhe auf den Forschungsergebnissen Metschnikows und Ehrlichs und sei deswegen mitnichten revolutionär. Die Aussage, symbiotische Darmbakterien würden vom Körper „toleriert“, sei stark vereinfacht und stelle die Prozesse im Körper falsch dar. Charles Janeway selbst vertrat 1996 die Meinung, die Gefahren-Theorie lasse sich problemlos in den Mainstream der Immunologie integrieren und sei nicht die bahnbrechende Neuheit, als die Matzinger und ihre Mitstreiter sie ausgäben.
Heute, mehr als 25 Jahre nach Matzingers erster Veröffentlichung zum „Gefahrmodell“, gibt es viele Hinweise darauf, dass z. B. die Immunreaktionen im Darm, wie von der Forscherin beschrieben, durch geschädigtes Gewebe gesteuert werden. Allerdings nutzt das Immunsystem nicht nur diesen, sondern eine Reihe von Mechanismen, seine Funktionsweise lässt sich also nicht auf eine einzige Theorie reduzieren.
Matzinger selbst äußerte 1997, es sei ihr nicht so wichtig, recht zu haben. Als Wissenschaftlerin sei ihr vor allem daran gelegen, sich klar zu äußern und zu veröffentlichen. Im Zweifel rege das andere an, weiterzuforschen und im Zuge dessen neue Erkenntnisse zu sammeln.
Matzinger hält seit Jahren gutbesuchte Vorträge, die sich mit dem Immunsystem aus der Perspektive des Gefahr-Modells beschäftigen. Sie arbeitet auch heute noch (Stand 2021) für die National Institutes of Health, wo sie sich ab Anfang 2020 mit dem Coronavirus beschäftigte. Im gleichen Jahr veröffentlichte sie eine Statistik, mit der sie den Nutzen von Maßnahmen wie das Tragen von Masken oder Schul- und Gastronomieschließungen  anschaulich machte.
In ihrer Freizeit trainiert sie Border Collies für Hüte-Wettbewerbe und züchtet Gotlandschafe.

## Auszeichnungen
- 1996: Ehrenmitglied auf Lebenszeit der Scandinavian Society of Immunology[27]
- 2002: Von der Zeitschrift Discover als eine der 50 wichtigsten Wissenschaftlerinnen der USA aufgeführt[28]
- 2003: Ehrendoktorat der Universität Hasselt, Limburg[29]
- 2009: Die University of Rhode Island benannte die Polly Matzinger Fearless Scientist Scholarship nach Matzinger[30]

## Veröffentlichungen (Auswahl)
- Polly Matzinger, Galadriel Mirkwood: In a fully H-2 incompatible chimera, T cells of donor origin can respond to minor histocompatibility antigens in association with either donor or host H-2 type. In: Journal of Experimental Medicine. 1978, S. 84–92, abgerufen am 1. Februar 2022 (englisch).
- Olli Lassila, Olli Vainio und Polly Matzinger: Can B cells turn on virgin T cells? In: Nature. Band 334, Nr. 6179, 1988, ISSN 1476-4687, S. 253–255 (Online-Version).
- Ephraim J. Fuchs, Polly Matzinger: B cells turn off virgin but not memory T cells. In: Science. 13. November 1992, S. 1156–1159, abgerufen am 6. Februar 2022 (englisch).
- Polly Matzinger: Tolerance, Danger, and the Extended Family. In: Annual Review of Immunology. 1994, S. 991–1045, abgerufen am 8. Februar 2022 (englisch).
- Polly Matzinger: Neonatal tolerance revisited: turning on newborn T cells with dendritic cells. In: Science. 22. März 1996, S. 1723–1726, abgerufen am 8. Februar 2022 (englisch).
- John Paul Ridge, Francesca Di Rosa, Polly Matzinger: A conditioned dendritic cell can be a temporal bridge between a CD4+ T-helper and a T-killer cell. In: Nature. 4. Juni 1998, S. 474–478, abgerufen am 8. Februar 2022 (englisch).
- Stefania Gallucci, Martijn Lolkema, Polly Matzinger: Natural adjuvants: Endogenous activators of dendritic cells. In: Nature. 1. November 1999, S. 1249–1255, abgerufen am 15. Februar 2022 (englisch).
- Polly Matzinger: The Danger Model: A Renewed Sense of Self. In: Science. 12. April 2002, S. 301–305, abgerufen am 17. Februar 2022 (englisch).
- Seung-Yong Seong, Polly Matzinger: Hydrophobicity, an ancient Damage-associated Molecular Pattern that initiates Innate Immune Responses. In: Nature Reviews Immunology. 1. Juni 2004, S. 469–478, abgerufen am 17. Februar 2022 (englisch).
- Polly Matzinger: Friendly and dangerous signals: is the tissue in control? In: Nature immunology. 1. Januar 2007, S. 11–13, abgerufen am 20. Februar 2022 (englisch).
- Polly Matzinger, Tirumalai Kamala: Tissue-based class control: the other side of tolerance. In: Nature Reviews Immunology. 25. Februar 2011, S. 221–230, abgerufen am 20. Februar 2022 (englisch).
- Ainoha Perez-Diez, Nathalie T. Joncker, Kyungho Choi, William F. N. Chan, Colin C. Anderson, Olivier Lantz, Polly Matzinger: CD4 cells can be more efficient at tumor rejection than CD8 cells. In: Blood. 15. Juni 2007, S. 5346–5354, abgerufen am 20. Februar 2022 (englisch).

## Filme
- 1986: Immunity: the inside story von Polly Matzinger and André Trauneker, Video, 13 Minuten. Preisgekrönter [Beleg? Feminale?] Animationsfilm, der die körpereigenen Vorgänge bei der Beseitigung einer Grippeinfektion beschreibt. Produziert von Hoffmann-La Roche
- 1995: Death by Design/The Life and Times of Life and Times. Dokumentarfilm über die Apoptose, in dem neben Matzinger Rita Levy-Montalcini, Robert Horvitz, Klaus-Michael Debatin u. a. zu Wort kommen. Regie: Peter Friedman und Jean-François Brunet, Dauer: 73 Minuten.[31]
- 1997: Turned on by Danger. Produktion: Michael Mosley, 60 Minuten. Eine Sendung der BBC, in der Polly Matzinger das „Gefahrenmodell“ erklärt.[32]